# Пролетарское (Дагестан)
Пролета́рское — село в Кизлярском районе Дагестана. Входит в состав Кизлярского сельсовета.

## Географическое положение
Село находится на расстоянии 8 км к северу-востоку от города Кизляр, административного центра района.

## История
Образован как посёлок при 3-м отделении совхоза «Кизлярский».

## Население
| 1970 | 1989 | 2002 | 2010 | 2021 |
| ---- | ---- | ---- | ---- | ---- |
| 637  | ↘319 | ↗371 | ↘349 | ↗438 |

Половой состав
По данным Всероссийской переписи населения 2010 года, в селе проживало 349 человек (163 мужчины и 186 женщин).
Национальный состав
По данным Всероссийской переписи населения 2010 года:
| № | Национальность | Численность, чел. | Доля   |
| - | -------------- | ----------------- | ------ |
| 1 | аварцы         | 136               | 39,0 % |
| 2 | русские        | 129               | 37,0 % |
| 3 | даргинцы       | 25                | 7,2 %  |
| 4 | цахуры         | 15                | 4,3 %  |
| 5 | лакцы          | 14                | 4,0 %  |
| 6 | другие         | 30                | 8,5 %  |